# Just Dance 2021
Just Dance 2021 es el duodécimo juego de la serie Just Dance, desarrollada por Ubisoft. Su lanzamiento inicial para las consolas en las que está disponible fue el 12 de noviembre de 2020. Fue anunciado oficialmente en una conferencia de Nintendo Direct el 26 de agosto de 2020.
Es el primer juego de Just Dance lanzado para las plataformas PlayStation 5 y Xbox Series X|S, también el primero que no está disponible para la Wii.

## Modo de juego
Como en las anteriores entregas, el jugador tiene que seguir al entrenador de la pantalla como si este fuera su reflejo en un espejo. Dependiendo del desempeño del jugador se irá marcando la puntuación con X, OK, GOOD, SUPER, PERFECT y YEAH (en el caso de los Gold Moves). En las versiones de Nintendo Switch, Xbox One y PlayStation 4 puedes usar Just Dance Controller en un teléfono inteligente como método alternativo para jugar y única en Google Stadia, PlayStation 5 y Xbox Series X|S hasta 6 jugadores se pueden conectar a una misma consola.

## Desarrollo
El 26 de agosto de 2020, fue anunciado oficialmente Just Dance 2021, en una conferencia de Nintendo Direct, anunciado oficialmente las primeras 11 canciones entre ellas all the good girls go to hell, Dance Monkey, Don’t Start Now, Feel Special, Heat Seeker, In The Navy, Juice, Que Tire Pa Lante, Señorita, Temperature y Zenit.
El 10 de septiembre de 2020, fue anunciada la segunda parte del listado de canciones en el Ubisoft Foward anunciando oficialmente 9 canciones entre ellas Blinding Lights, Boy You Can Keep It, Dibby Dibby Sound, Runaway (U & I), Bailando, Samba De Janeiro, The Weekend, Till The World Ends y Without Me.
El 17 de septiembre de 2020, fueron anunciadas las canciones Buscando, Get Get Down, y la versión alternativa de Buscando.
El 24 de septiembre de 2020, fueron anunciadas las canciones Yameen Yasar, You’ve Got A Friend In Me, y la versión alternativa de Yameen Yasar.
El 1 de octubre de 2020, fueron anunciadas las canciones Georgia, Uno, y la versión alternativa de Don't Start Now.
El 8 de octubre de 2020, fueron anunciadas las canciones Alexandrie Alexandra, Joone Khodet y la version alternativa de Till The World Ends.
El 15 de octubre de 2020, fueron anunciadas las canciones Magenta Riddim, Kulikitaka, y la versión alternativa de Blinding Lights.
El 17 de octubre de 2020, fue anunciada la canción Volar.
El 22 de octubre de 2020, fueron anunciadas las canciones YO LE LLEGO, Paca Dance y la versión alternativa de Feel Special.
El 29 de octubre de 2020, fueron anunciadas las canciones Lacrimosa, Ice Cream, la alternativa de Samba De Janeiro y la alternativa de Without Me.
El 5 de noviembre de 2020, fueron anunciadas las canciones Say So, Adore You, Dans Van de Farao, la alternativa de Juice y la alternativa de Temperature.
El 12 de noviembre de 2020 fueron anunciadas las canciones Rare, Kick It, Rain On Me, The Other Side y la alternativa de Rare' y la alternativa de Kick It.
El 25 de noviembre fue anunciada para Unlimited la canción DRUM GO DUM. Esta canción estuvo disponible gratis por 3 meses.
El 17 de diciembre de 2020 se publicó el tráiler de la primera temporada llamada "Érase Un Baile", donde se agregaron Stupid Love de Lady Gaga , Tusa de Karol G y Nicki Minaj y Girls Like de Tinie Tempah ft. Zara Larsson.
El 11 de marzo de 2021 se publicó el tráiler de la segunda temporada llamada "Versus", donde se agregaron Monster de EXO , The Way I Are de Timbaland ft.  Keri Hilson, D.O.E y Sebastian, y Come Back Home de 2NE1.
El 6 de abril de 2021 se hizo público dentro de juego una versión especial de Calypso de Luis Fonsi ft. Stefflon Don donde participan los ganadores de evento realizado en Europa Just Dance Party.
El 8 de julio de 2021 se publicó el tráiler de la tercera temporada llamada "Festival", donde se agregaron Head & Heart de Joel Corry ft. MNEK, Intoxicated de Martin Solveig ft. GTA, y John Cena de Sho Madjozi.

## Lista de canciones
Just Dance 2021 se compone de los siguientes 40 sencillos musicales.
| Canción                       | Artista                                           | Año  | Modo     | Dificultad | Intensidad | Bailarín(a/es/as) |
| ----------------------------- | ------------------------------------------------- | ---- | -------- | ---------- | ---------- | ----------------- |
| Adore You                     | Harry Styles                                      | 2019 | Solo     | Fácil      | Baja       | ♂                 |
| Alexandrie Alexandra (*)      | Claude François (Jérôme Francis)                  | 1977 | Trío     | Normal     | Moderada   | ♀/♂/♀             |
| All the Good Girls Go to Hell | Billie Eilish                                     | 2019 | Solo     | Normal     | Moderada   | ♀                 |
| Bailando                      | Paradisio feat. Dj Patrick Samon                  | 1996 | Solo     | Fácil      | Moderada   | ♀                 |
| Blinding Lights               | The Weeknd                                        | 2019 | Solo     | Fácil      | Baja       | ♀                 |
| Boy, You Can Keep It          | Alex Newell                                       | 2020 | Solo     | Normal     | Moderada   | ♀                 |
| Buscando                      | GTA & Jenn Morel                                  | 2018 | Solo     | Difícil    | Moderada   | ♀                 |
| Dance Monkey                  | Tones and I                                       | 2019 | Solo     | Normal     | Baja       | ♀                 |
| Dibby Dibby Sound             | Dj Fresh & Jay Fay feat. Ms. Dynamite             | 2013 | Dúo      | Normal     | Intensa    | ♂/♂               |
| Don't Start Now               | Dua Lipa                                          | 2019 | Solo     | Fácil      | Mínima     | ♀                 |
| Feel Special                  | Twice                                             | 2019 | Trío     | Fácil      | Intensa    | ♀/♀/♀             |
| Georgia                       | Tiggs Da Author                                   | 2015 | Solo     | Normal     | Baja       | ♂                 |
| Get Get Down                  | Paul Johnson                                      | 1999 | Cuarteto | Normal     | Baja       | ♂/♂/♂/♂           |
| Heat Seeker                   | Dreamers                                          | 2020 | Solo     | Difícil    | Moderada   | ♂                 |
| Ice Cream                     | BLACKPINK & Selena Gomez                          | 2020 | Cuarteto | Difícil    | Moderada   | ♀/♀/♀/♀           |
| In the Navy                   | The Sunlight Shakers (Original de Village People) | 1979 | Cuarteto | Normal     | Moderada   | ♂/♂/♂/♂           |
| Joone Khodet                  | Black Cats                                        | 2006 | Dúo      | Difícil    | Moderada   | ♂/♂               |
| Juice                         | Lizzo                                             | 2019 | Trío     | Normal     | Intensa    | ♂/♀/♀             |
| Kick It                       | NCT 127                                           | 2020 | Cuarteto | Difícil    | Moderada   | ♂/♂/♂/♂           |
| Kulikitaka                    | Toño Rosario                                      | 2003 | Solo     | Fácil      | Moderada   | ♀                 |
| Lacrimosa                     | Apashe                                            | 2018 | Solo     | Normal     | Moderada   | ♂                 |
| Magenta Riddim                | DJ Snake                                          | 2018 | Solo     | Normal     | Moderada   | ♂                 |
| Paca Dance                    | The Just Dance Band                               | 2020 | Dúo      | Fácil      | Intensa    | ♂/♀               |
| Que Tire Pa Lante             | Daddy Yankee                                      | 2019 | Cuarteto | Difícil    | Intensa    | ♀/♀/♀/♀           |
| Rain On Me                    | Lady Gaga & Ariana Grande                         | 2020 | Trío     | Normal     | Moderada   | ♂/♀/♀             |
| Rare                          | Selena Gomez                                      | 2020 | Solo     | Fácil      | Baja       | ♀                 |
| Runaway (U & I)               | Galantis                                          | 2014 | Dúo      | Fácil      | Moderada   | ♂/♂               |
| Samba de Janeiro (*)          | Ultraclub 90 (Original de Bellini)                | 1997 | Trío     | Fácil      | Intensa    | ♂/♀/♂             |
| Say So                        | Doja Cat                                          | 2019 | Dúo      | Fácil      | Baja       | ♀/♀               |
| Señorita                      | Shawn Mendes & Camila Cabello                     | 2019 | Dúo      | Fácil      | Baja       | ♀/♂               |
| Temperature                   | Sean Paul                                         | 2006 | Cuarteto | Fácil      | Moderada   | ♀/♂/♀/♂           |
| The Other Side                | SZA & Justin Timberlake                           | 2020 | Solo     | Normal     | Moderada   | ♂                 |
| The Weekend                   | Michael Gray                                      | 2004 | Dúo      | Difícil    | Intensa    | ♂/♂               |
| Till the World Ends (*)       | The Girly Team (Original de Britney Spears)       | 2011 | Solo     | Normal     | Moderada   | ♀                 |
| UNO                           | Little Big                                        | 2020 | Cuarteto | Normal     | Moderada   | ♀/♂/♂/♂           |
| Volar                         | Lele Pons feat. Susan Diaz & Victor Cardenas      | 2020 | Solo     | Normal     | Baja       | ♀                 |
| Without Me                    | Eminem                                            | 2002 | Trío     | Difícil    | Moderada   | ♀/♂/♂             |
| Yameen Yasar                  | DJ Absi                                           | 2020 | Trío     | Difícil    | Intensa    | ♀/♂/♀             |
| YO LE LLEGO                   | J Balvin & Bad Bunny                              | 2019 | Dúo      | Fácil      | Moderada   | ♂/♂               |
| You've Got a Friend in Me     | Randy Newman (Disney•Pixar’s Toy Story)           | 1995 | Solo     | Fácil      | Baja       | ♂                 |
| Zenit                         | ONUKA                                             | 2019 | Solo     | Fácil      | Baja       | ♀                 |

- Un "(*)" indica que la canción es un «cover» de la original.

## Modo Alternativo
Just Dance 2021 también se compone de rutinas alternativas de los sencillos principales, 12 son los sencillos que pertenecen a este modo de juego: 
| Canción                 | Artista                                     | Año  | Nombre          | Modo | Dificultad | Intensidad | Bailarín(a/es/as) |
| ----------------------- | ------------------------------------------- | ---- | --------------- | ---- | ---------- | ---------- | ----------------- |
| Buscando                | GTA & Jenn Morel                            | 2018 | Versión Extrema | Solo | Extrema    | Intensa    | ♂                 |
| Blinding Lights         | The Weeknd                                  | 2020 | Versión Extrema | Solo | Extrema    | Intensa    | ♂                 |
| Don't Start Now         | Dua Lipa                                    | 2019 | Versión Extrema | Solo | Extrema    | Intensa    | ♂                 |
| Feel Special            | Twice                                       | 2019 | Versión Extrema | Solo | Extrema    | Intensa    | ♀                 |
| Kick It                 | NCT 127                                     | 2020 | Version Extrema | Solo | Extrema    | Intensa    | ♂                 |
| Juice                   | Lizzo                                       | 2016 | Versión Jugosa  | Trío | Fácil      | Intensa    | ♂/♀/♂             |
| Rare                    | Selena Gomez                                | 2020 | Versión Hada    | Solo | Fácil      | Baja       | ♀                 |
| Samba de Janeiro (*)    | Ultraclub 90 (Original de Bellini)          | 1997 | Versión Samba   | Dúo  | Medio      | Baja       | ♀/♂               |
| Temperature             | Sean Paul                                   | 2016 | Versión Extrema | Solo | Extrema    | Intensa    | ♂                 |
| Till the World Ends (*) | The Girly Team (Original de Britney Spears) | 2011 | Versión Extrema | Solo | Extrema    | Intensa    | ♂                 |
| Without Me              | Eminem                                      | 2002 | Versión Extrema | Solo | Extrema    | Intensa    | ♀                 |
| Yameen Yasar            | DJ Absi                                     | 2018 | Versión Extrema | Solo | Extrema    | Intensa    | ♂                 |

Un "(*)" indica que la canción es un «cover» de la original.

## Canción(es) Eliminadas
Estas canciones estaban originalmente planeadas para estar en el juego pero fueron removidas por razones desconocidas.
| Canción                                          | Artista               | Año  | Modo | Bailarín(a/es/as) |
| ------------------------------------------------ | --------------------- | ---- | ---- | ----------------- |
| Habibi Yaeni                                     | Orgonite              | 2016 | Trío | ♀/♂/♀             |
| Habibi Yaeni (Versión Extrema)                   | Orgonite              | 2016 | Solo | ♂                 |
| Run the World (Girls) (JD2022)                   | Beyoncé               | 2011 | Trío | ♀/♀/♀             |
| Run the World (Girls) (Versión Extrema) (JD2022) | Beyoncé               | 2011 | Solo | ♀                 |
| The Sweet Escape                                 | Gwen Stefani ft. Akon | 2006 | Solo | ♀                 |

- Un "(JD2022)" indica que la canción, pese a estar planeada para Just Dance 2021, fue lanzada en Just Dance 2022.

## Just Dance Unlimited
Al igual que sus predecesores Just Dance 2016, Just Dance 2017, Just Dance 2018, Just Dance 2019 y Just Dance 2020, el juego ofrece este servicio de streaming como contenido adicional llamado Just Dance Unlimited, incluyendo antiguas como nuevas canciones e incluso versiones alternativas. Este servicio es exclusivo para quienes tengan suscripción en las consolas Nintendo Switch, PlayStation 4, PlayStation 5, Xbox One, Xbox Series X|S y el servicio de streaming Google Stadia. A continuación solo se detallan los sencillos exclusivos para este servicio.
| Canción                                  | Artista                         | Año  | Modo       | Dificultad | Intensidad | Bailarín(a/es/as) | Fecha estreno                                                                      | Videojuego estreno |
| ---------------------------------------- | ------------------------------- | ---- | ---------- | ---------- | ---------- | ----------------- | ---------------------------------------------------------------------------------- | ------------------ |
| Cheerleader                              | OMI                             | 2014 | Dance Crew | Fácil      | Baja       | ♂/♀/♂/♀           | 20 de octubre de 2015                                                              | Just Dance 2016    |
| Улыбайся (SMILE)                         | IOWA                            | 2012 | Solo       | Fácil      | Moderada   | ♀                 | 20 de octubre de 2015                                                              | Just Dance 2016    |
| Better When I'm Dancin                   | Meghan Trainor                  | 2015 | Solo       | Normal     | Moderada   | ♀                 | 25 de noviembre de 2015                                                            | Just Dance 2016    |
| Shut Up And Dance                        | Walk the Moon                   | 2014 | Dúo        | Difícil    | Moderada   | ♀/♂               | 20 de enero de 2016                                                                | Just Dance 2016    |
| Get Ugly                                 | Jason Derulo                    | 2015 | Trío       | Normal     | Moderada   | ♀/♂/♀             | 26 de febrero de 2016                                                              | Just Dance 2016    |
| Taste the Feeling                        | Avicii & Conrad Sewell          | 2016 | Solo       | Fácil      | Mínima     | ♂                 | 10 de marzo de 2016                                                                | Just Dance 2016    |
| Taste the Feeling (A)                    | Avicii & Conrad Sewell          | 2016 | Solo       | Normal     | Mínima     | ♀                 | 11 de julio de 2016                                                                | Just Dance 2016    |
| Am I Wrong                               | Nico & Vinz                     | 2013 | Solo       | Normal     | Baja       | ♂                 | 21 de abril de 2016                                                                | Just Dance 2016    |
| Hold My Hand                             | Jess Glynne                     | 2015 | Solo       | Fácil      | Baja       | ♂                 | 19 de mayo de 2016                                                                 | Just Dance 2016    |
| Youth                                    | Troye Sivan                     | 2016 | Solo       | Fácil      | Baja       | ♂                 | 25 de octubre de 2016                                                              | Just Dance 2017    |
| Имя 505 (Imya 505)                       | Vremya i Steklo                 | 2015 | Solo       | Normal     | Baja       | ♀                 | 25 de octubre de 2016                                                              | Just Dance 2017    |
| Ona Tańczy Dla Mnie                      | Weekend                         | 2012 | Dúo        | Normal     | Moderada   | ♀/♂               | 25 de octubre de 2016                                                              | Just Dance 2017    |
| Je Sais Pas Danser                       | Natoo                           | 2016 | Solo       | Fácil      | Baja       | ♀                 | 25 de octubre de 2016                                                              | Just Dance 2017    |
| The Greatest                             | Sia                             | 2016 | Solo       | Fácil      | Baja       | ♀                 | 24 de noviembre de 2016                                                            | Just Dance 2017    |
| Juju on that Beat (TZ Anthem)            | Zay Hilfigerrr & Zayion McCall  | 2016 | Dúo        | Normal     | Baja       | ♂/♂               | 21 de diciembre de 2016                                                            | Just Dance 2017    |
| Chiwawa (A)                              | Wanko Ni Mero Mero              | 2016 | Solo       | Normal     | Moderada   | ♀                 | 26 de enero de 2017                                                                | Just Dance 2017    |
| Don't Worry                              | Madcon feat. Ray Dalton         | 2015 | Dúo        | Fácil      | Moderada   | ♂/♂               | 26 de enero de 2017                                                                | Just Dance 2017    |
| Me Too                                   | Meghan Trainor                  | 2016 | Solo       | Fácil      | Baja       | ♀                 | 23 de febrero de 2017                                                              | Just Dance 2017    |
| How Deep Is Your Love                    | Calvin Harris & Disciples       | 2015 | Solo       | Fácil      | Baja       | ♀                 | 3 de marzo de 2017 (Nintendo Swich) 22 de junio de 2017 (PC, Xbox One, Wii U, PS4) | Just Dance 2017    |
| HandClap                                 | Fitz and The Tantrums           | 2016 | Trío       | Normal     | Moderada   | ♂/♀/♂             | 23 de marzo de 2017                                                                | Just Dance 2017    |
| Don't Let Me Down                        | The Chainsmokers feat. Daya     | 2016 | Dúo        | Fácil      | Baja       | ♀/♀               | 20 de abril de 2017                                                                | Just Dance 2017    |
| Ain't My Fault                           | Zara Larsson                    | 2016 | Solo       | Normal     | Moderada   | ♀                 | 30 de mayo de 2017                                                                 | Just Dance 2017    |
| Wake Me Up Before You Go-Go (A)          | Wham!                           | 1984 | Dúo        | Fácil      | Baja       | ♂/♀               | 21 de julio de 2017                                                                | Just Dance 2017    |
| J'Suis Pas Jalouse                       | Andy Raconte                    | 2017 | Dúo        | Fácil      | Moderada   | ♂/♀               | 26 de octubre de 2017                                                              | Just Dance 2018    |
| Sun                                      | DEMO                            | 1999 | Solo       | Normal     | Moderada   | ♀                 | 26 de octubre de 2017                                                              | Just Dance 2018    |
| Error                                    | Natalia Nykiel                  | 2016 | Solo       | Media      | Baja       | ♀                 | 23 de noviembre de 2017                                                            | Just Dance 2018    |
| Feel It Still                            | Portugal. The Man               | 2017 | Solo       | Normal     | Moderada   | ♂                 | 25 de enero de 2018                                                                | Just Dance 2018    |
| Mi Gente                                 | J Balvin feat. Willy William    | 2017 | Trío       | Normal     | Moderada   | ♂/♂/♂             | 22 de febrero de 2018                                                              | Just Dance 2018    |
| Naughty Girl (A) (NS)                    | Beyonce                         | 2004 | Solo       | Fácil      | Mínima     | ♀                 | 12 de abril de 2018                                                                | Just Dance 2018    |
| Sax                                      | Fleur East                      | 2015 | Trío       | Normal     | Intensa    | ♀/♀/♀             | 19 de abril de 2018                                                                | Just Dance 2018    |
| What Lovers Do                           | Maroon 5 feat. SZA              | 2017 | Dúo        | Normal     | Baja       | ♀/♂               | 21 de junio de 2018                                                                | Just Dance 2018    |
| Dame tu Cosita (JD2019)                  | El Chombo feat. Cutty Ranks     | 2018 | Solo       | Fácil      | Moderada   | ♂                 | 26 de julio de 2018                                                                | Just Dance 2018    |
| Dancing Queen (2015R)                    | ABBA                            | 1975 | Trío       | Normal     | Mínima     | ♀/♀/♀             | 23 de agosto de 2018                                                               | Just Dance 2018    |
| No Lie                                   | Sean Paul feat. Dua Lipa        | 2017 | Dúo        | Normal     | Mínima     | ♀/♂               | 20 de septiembre de 2018                                                           | Just Dance 2018    |
| There Is Nothing Better In The World (R) | Bremenskiye Muzykanty           | 1969 | Dance Crew | Fácil      | Baja       | ♂/♂/♂/♂           | 22 de octubre de 2018                                                              | Just Dance 2019    |
| Hala Bel Khamis (ME)                     | Maan Barghouth                  | 2018 | Solo       | Fácil      | Baja       | ♂                 | 22 de octubre de 2018                                                              | Just Dance 2019    |
| On Ne Porte Pas De Sous-Vêtements (F)    | Mcfly & Carlito                 | 2018 | Dúo        | Fácil      | Baja       | ♂/♂               | 22 de octubre de 2018                                                              | Just Dance 2019    |
| Done for Me                              | Charlie Puth feat. Kehlani      | 2018 | Dúo        | Normal     | Moderada   | ♀/♂               | 20 de diciembre de 2018                                                            | Just Dance 2019    |
| Swish Swish (AE)                         | Katy Perry feat. Nicki Minaj    | 2017 | Dúo        | Extrema    | Intensa    | ♂/♂               | 17 de enero de 2019                                                                | Just Dance 2019    |
| Medicina                                 | Anitta                          | 2018 | Dance Crew | Normal     | Mínima     | ♂/♀/♂/♀           | 7 de marzo de 2019                                                                 | Just Dance 2019    |
| Medicina (AE)                            | Anitta                          | 2018 | Solo       | Extrema    | Intensa    | ♂                 | 27 de junio de 2019                                                                | Just Dance 2019    |
| Lush Life                                | Zara Larsson                    | 2015 | Solo       | Fácil      | Baja       | ♀                 | 14 de marzo de 2019                                                                | Just Dance 2019    |
| Criminal                                 | Natti Natasha, Ozuna            | 2017 | Dúo        | Fácil      | Baja       | ♀/♂               | 21 de marzo de 2019                                                                | Just Dance 2019    |
| Jump                                     | Major Lazer feat. Busy Signal   | 2018 | Dúo        | Normal     | Intensa    | ♂/♀               | 4 de julio de 2019                                                                 | Just Dance 2019    |
| Peanut Butter Jelly                      | Galantis                        | 2015 | Trio       | Normal     | Moderada   | ♀/♂/♀             | 11 de julio de 2019                                                                | Just Dance 2019    |
| You Don't Know Me                        | Jax Jones feat. Raye            | 2016 | Solo       | Fácil      | Baja       | ♀                 | 24 de octubre de 2019                                                              | Just Dance 2019    |
| Boys                                     | Lizzo                           | 2019 | Solo       | Fácil      | Baja       | ♂                 | 31 de octubre de 2019                                                              | Just Dance 2019    |
| Mayores                                  | Becky G, Bad Bunny              | 2017 | Solo       | Normal     | Baja       | ♀                 | 7 de noviembre de 2019                                                             | Just Dance 2019    |
| DjaDja (F)                               | Aya Nakamura                    | 2018 | Solo       | Fácil      | Baja       | ♀                 | 5 de noviembre de 2019 (Francia) 5 de diciembre de 2019 (Resto del Mundo)          | Just Dance 2020    |
| Spinning (Кружит) (R)                    | Monatik                         | 2016 | Dúo        | Normal     | Moderada   | ♀/♂               | 5 de noviembre de 2019 (Rusia) 23 de diciembre de 2019 (Resto del Mundo)           | Just Dance 2020    |
| 10.000 luchtballonnen (BL)               | K3                              | 2015 | Trío       | Fácil      | Baja       | ♀/♀/♀             | 5 de noviembre de 2019 (Benelux) 23 de diciembre de 2019 (Resto del Mundo)         | Just Dance 2020    |
| Panini                                   | Lil Nas X                       | 2019 | Solo       | Normal     | Baja       | ♂                 | 19 de diciembre de 2019                                                            | Just Dance 2020    |
| Sucker                                   | Jonas Brothers                  | 2019 | Dúo        | Fácil      | Baja       | ♀/♂               | 16 de enero de 2020                                                                | Just Dance 2020    |
| Don't Call Me Up                         | Mabel                           | 2019 | Solo       | Normal     | Baja       | ♀                 | 23 de enero de 2020                                                                | Just Dance 2020    |
| 1999                                     | Charli XCX & Troye Sivan        | 2018 | Dúo        | Normal     | Moderada   | ♀/♂               | 30 de enero de 2020                                                                | Just Dance 2020    |
| Woman Like Me                            | Little Mix & Nicki Minaj        | 2018 | Trio       | Fácil      | Baja       | ♀/♀/♀             | 14 de mayo de 2020                                                                 | Just Dance 2020    |
| X                                        | Nicky Jam & J Balvin            | 2018 | Dúo        | Normal     | Moderada   | ♂/♂               | 20 de mayo de 2020                                                                 | Just Dance 2020    |
| Boys (A)                                 | Lizzo                           | 2018 | Solo       | Difícil    | Moderada   | ♂                 | 28 de mayo de 2020                                                                 | Just Dance 2020    |
| New World (AE)                           | Krewella & Yellow Claw ft. VaVa | 2017 | Solo       | Extrema    | Intensa    | ♂                 | 9 de julio de 2020                                                                 | Just Dance 2020    |
| Hype                                     | Dizzee Rascal & Calvin Harris   | 2016 | Solo       | Difícil    | Intensa    | ♂                 | 23 de julio de 2020                                                                | Just Dance 2020    |
| La Respuesta                             | Becky G & Maluma                | 2019 | Duo        | Fácil      | Baja       | ♀/♂               | 30 de julio de 2020                                                                | Just Dance 2020    |
| Crayon                                   | G-Dragon                        | 2012 | Solo       | Normal     | Moderada   | ♂                 | 6 de agosto de 2020                                                                | Just Dance 2020    |
| White Noise                              | Disclosure ft. AlunaGeorge      | 2013 | Solo       | Normal     | Baja       | ♂                 | 13 de agosto de 2020                                                               | Just Dance 2020    |

| Canción                              | Artista                                                    | Año  | Modo     | Dificultad | Intensidad | Bailarín(a/es/as) | Fecha estreno                                                                |
| ------------------------------------ | ---------------------------------------------------------- | ---- | -------- | ---------- | ---------- | ----------------- | ---------------------------------------------------------------------------- |
| Dans Van De Farao (BL)               | K3                                                         | 2020 | Trio     | Normal     | Baja       | ♀/♀/♀             | 12 de noviembre de 2020 (Benelux) 30 de diciembre de 2020 (Resto del mundo)  |
| Flash (F)                            | Bilal Hassani, Sundy Jules, Paola Locatelli & Sulivan Gwed | 2020 | Solo     | Normal     | Moderada   | ♂                 | 12 de noviembre de 2020 (Francia) 30 de diciembre de 2020 (Resto del mundo)  |
| U.S.A (J)                            | Da Pump                                                    | 2018 | Cuarteto | Normal     | Intensa    | ♂/♂/♂/♂           | 12 de noviembre de 2020 (Japón) 30 de diciembre de 2020 (Resto del mundo)    |
| Juice (A) (G)                        | Lizzo                                                      | 2019 | Trio     | Difícil    | Moderada   | ♂                 | 12 de noviembre de 2020 (Alemania) 30 de diciembre de 2020 (Resto del mundo) |
| DRUM GO DUM (MU)                     | K/DA ft. Aluna, Wolftyla & Bekuh BOOM                      | 2020 | Cuarteto | Extrema    | Intensa    | ♀/♀/♀/♀           | 25 de noviembre de 2020                                                      |
| Tusa                                 | Karol G & Nicki Minaj                                      | 2019 | Solo     | Normal     | Baja       | ♀                 | 14 de enero de 2021                                                          |
| Stupid Love                          | Lady Gaga                                                  | 2020 | Solo     | Difícil    | Intensa    | ♀                 | 21 de enero de 2021                                                          |
| Girls Like                           | Tinie Tempah ft. Zara Larsson                              | 2016 | Trio     | Normal     | Moderada   | ♂/♂/♂             | 28 de enero de 2021                                                          |
| Monster                              | EXO                                                        | 2016 | Trio     | Difícil    | Intensa    | ♂/♂/♂             | 15 de abril de 2021                                                          |
| The Way I Are                        | Timbaland ft. Keri Hilson, D.O.E. and Sebastian            | 2007 | Dueto    | Normal     | Moderada   | ♂/♀               | 22 de abril de 2021                                                          |
| Come Back Home                       | 2NE1                                                       | 2014 | Trio     | Difícil    | Moderada   | ♀/♀/♀             | 29 de abril de 2021                                                          |
| Head & Heart                         | Joel Corry ft. MNEK                                        | 2020 | Dueto    | Fácil      | Moderada   | ♀/♂               | 15 de julio de 2021                                                          |
| Intoxicated                          | Martin Solveig & GTA                                       | 2015 | Solo     | Normal     | Baja       | ♂                 | 22 de julio de 2021                                                          |
| John Cena                            | Sho Madjozi                                                | 2019 | Solo     | Difícil    | Intensa    | ♀                 | 29 de julio de 2021                                                          |
| All the Stars                        | Kendrick Lamar ft. SZA                                     | 2018 | Solo     | Fácil      | Moderada   | ♀                 | 7 de octubre de 2021                                                         |
| Rainbow Beats (彩虹节拍) (JD2020CHN) | Yi Yan/Zhao Fang Jing/Suika Kune/Feizaojun                 | 2020 | Dueto    | Normal     | Baja       | ♀/♀               | 14 de octubre de 2021                                                        |

- Una "(A)" indica que la canción es una versión alternativa de la original.
- Un "(NS)" indica que la canción es exclusiva para la consola Nintendo Switch.
- Un "(JD2019)" indica que la canción fue anunciada en el juego Just Dance 2019.
- Un "(JD2020)" indica que la canción fue anunciada en el juego Just Dance 2020.
- Un "(JD2020CHN)" indica que la canción fue anunciada para la versión para China de Just Dance 2020.
- Un "(JD2021)" indica que la canción fue anunciada en el juego Just Dance 2021.
- Un "(2015R)" indica que la canción fue originalmente planeada para el Just Dance 2015, pero fue eliminada del juego.
- Una "(R)" indica que la canción está en el listado principal en Rusia.
- Una "(ME)" indica que la canción está en el listado principal en Medio Oriente.
- Una "(F)" indica que la canción está en el listado principal en Francia.
- Una "(BL)" indica que la canción está en el listado principal en Benelux.
- Una "(AE)" indica que la canción es la versión alternativa extrema de la original.
- Una "(L)" indica que la canción estuvo disponible por tiempo limitado.
- Una ''(J)'' indica que esta canción esta en el listado principal de Japón.
- Una ''(G)'' indica que esta canción este en el listado principal de Alemania
- Una "(MU)" indica que esta canción esta en el listado de Unilimited para todo el mundo.